# Legio IIII Flavia Felix
La Legio IIII Flavia Felix (litt : la quatrième légion flavienne marquée par la chance), fut une légion de l’armée romaine reconstituée en 70 par l’empereur Vespasien pour remplacer la  Legio IIII Macedonica créée sous Jules César  en 48 avant Jésus-Christ mais dissoute par le même Vespasien, probablement parce qu’elle avait soutenu son rival Vitellius en 68/69 (l'année des quatre empereurs). De la même façon, la XVI Gallica fut dissoute et reconstituée sous le nom de XVI Flavia Firma.
Elle fut d’abord stationnée en Dalmatie où elle remplaça la Legio XI Claudia transférée sur le Rhin. Lorsque Domitien, à la suite des guerres contre les Daces, divisa la Mésie en deux parties, elle reçut comme mission la protection de la Mésie supérieure et installa ses quartiers généraux à Singidunum (Belgrade).
Sous l’empereur Trajan elle contribua à sécuriser les Portes de Fer, importante voie de communication reliant la Serbie et la Roumanie, après quoi Hadrien la retransféra à Belgrade.  La situation dans la région du Danube étant relativement calme dans les deux derniers tiers du IIe siècle, des détachements de la légion purent être envoyés à Aquincum (Budapest) et participer aux campagnes de Marc Aurèle contre les tribus au-delà de ce fleuve. 
Au cours du IIIe siècle,  la légion fut mise à contribution dans les campagnes  contre les Sassanides, successeurs des Parthes, ainsi que contre les Alamans sur le Rhin. Elle continua toutefois ses activités en Mésie supérieure où elle est mentionnée pour la dernière fois au début du  Ve siècle.
Le cognomen Flavia Felix rappelait l’heureuse victoire de l’empereur Vespasien lors de la première Année des quatre empereurs (juin 68-décembre 69) qui marqua l’arrivée au pouvoir de la dynastie des Flaviens. 
Le symbole de la légion était un lion.

## Une légion reconstituée
Jules César avait levé la Legio IV Macedonia en 48 lorsque Pompée, Caton le Jeune et la partie conservatrice du Sénat s’étaient enfuis en Grèce. Après la mort de César, elle soutint Octave, le fils adoptif de César. En 30 av. J.-C., Octave, devenu Auguste, envoya la légion en Espagne (Hispania Taraconenensis) pour prendre part aux guerres cantabres (29-19 av. J.-C.). Elle fut transférée entre 39 et 43 apr. J.-C. en Germanie supérieure pour remplacer la Legio XIV Germina alors stationnée à Moguntiacum (aujourd’hui Mayence). Avec la Legio XXII Primigenia, la légion soutint Vitellius proclamé empereur par ses légions en janvier 69 . Elle participa aux combats d’abord contre Othon, puis contre Vespasien qui finit par l’emporter. Pendant la révolte des Bataves (69/70), La IVe Macedonica protégea Mayence et combattit les rebelles sous le commandement de Q. Petillius Cerialis. Sa conduite fut exemplaire. Mais Vespasien, se méfiant probablement des légionnaires qui avaient appuyé Vitellius, décida de dissoudre à la fois la Legio IIII Macedonia et la Legio XVI Gallica qui furent reconstituées  sous le nom de Legio IIII Flavia Felix et Legio XVI Flavia Firma, portant ainsi le nombre total des légions à  vingt-neuf dont vingt-sept étaient stationnées aux frontières.
Gnaeus Julius Agricola (le futur beau-père de l’historien Tacite) fut chargé de superviser la création de la nouvelle légion. Aux anciens légionnaires de la Legio IIII Macedonia, s’ajoutèrent de nouveaux légionnaires du nord de l’Italie et probablement du sud de la Gaule. La nouvelle légion reçut ses aigles à la fin de juillet ou début d’aout 70,.

## Histoire de la légion

### Sous la dynastie flavienne

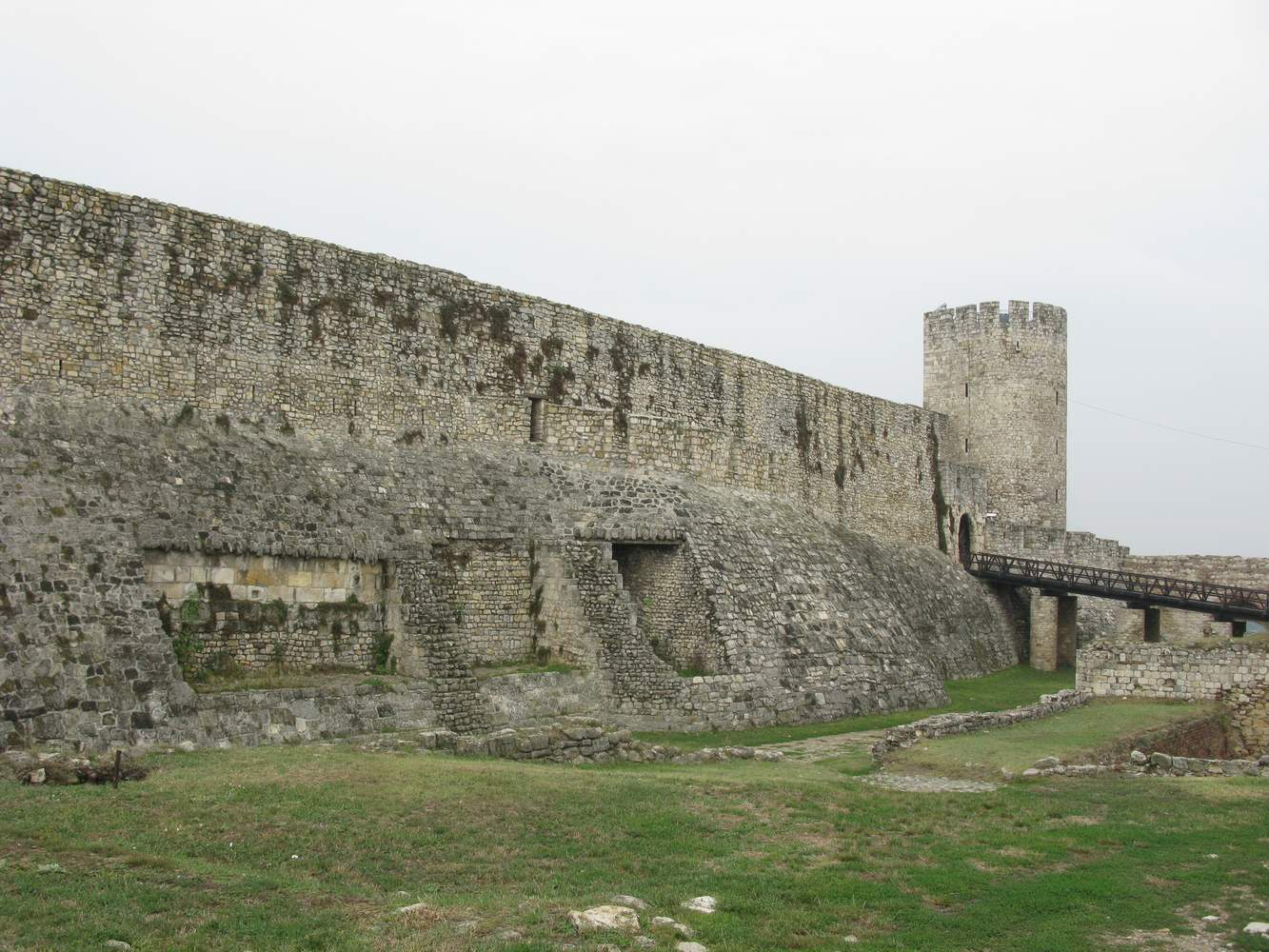
Fortifications romaines de Singidunum.

La nouvelle Legio IIII Flavia Felix fut d’abord stationnée à Burnum (aujourd’hui Kistanje) en Dalmatie où elle remplaça la Legio XI Claudia transférée sur le Rhin,.  
Domitien (r. 81-96) au début de son règne établit des vétérans de plusieurs légions dont la IIII Flavia Felix dans la nouvelle ville de Scupi (Skopje).  En 86, les Daces envahirent l’Empire romain. Domitien réorganisa alors la province de Mésie, la divisant en deux : la Mésie supérieure (partie occidentale du Danube inférieur) que la Legio IIII Flavia Felix reçut mission de défendre  et la Mésie inférieure,. Sous la conduite du général Lucius Tettius Iulianus, elle prit part l’année suivante avec huit autres légions à la bataille de Tapae qui vit la défaite du roi dace Décébal,. Après la guerre contre les Daces, la légion ou au moins un de ses détachements (vexillatio/nes) fut stationnée à Viminatium, quartier général de la Legio VII Claudia. Finalement, Domitien la déplaça vers la Mésie supérieure à Singidunum (aujourd’hui Belgrade).

### Sous la dynastie des Antonins

La province romaine de Dacie et sa capitale, Colonia Ulpia Traiana Augusta Dacica Sarmizegetusa.

En 98, sur ordre du nouvel empereur Trajan (r. 98-117), la légion construisit une route dans le nord du Danube en vue de l’expédition contre les Daces qui se tint de 101 à 103. Cette route militaire qui partait de Belgrade, passait à flanc de montagne sur la rive droite des Portes de Fer avant d’atteindre une zone plus plate où l’empereur fit construire un pont et draguer un chenal pour éviter les rapides : les Portes de fer étaient ainsi sécurisées de chaque côté par des troupes romaines.  En 101, la légion prit part, sous les ordres de Manius Laberius Maximus à la première guerre contre les Daces et fut brièvement stationnée dans la capitale des territoires nouvellement occupés, Sarmizegetusa.  Un détachement construisit un fort à Arad (aujourd’hui en Roumanie près de la frontière hongroise) à la fois pour protéger la région contre les Sarmates, peuple nomade de Hongrie qui avait anéanti la Legio XXI Rapax en 92, et pour défendre la route le long de la rivière Mures qui reliait la Dacie à la Pannonie. Elle devait prendre part en 105 à la deuxième guerre contre les Daces en compagnie de la Legio I Adiutrix et de la Legio XIII Gemina qui aboutit l’année suivante à la création de la province de Dacie et à son occupation par les mêmes légions.

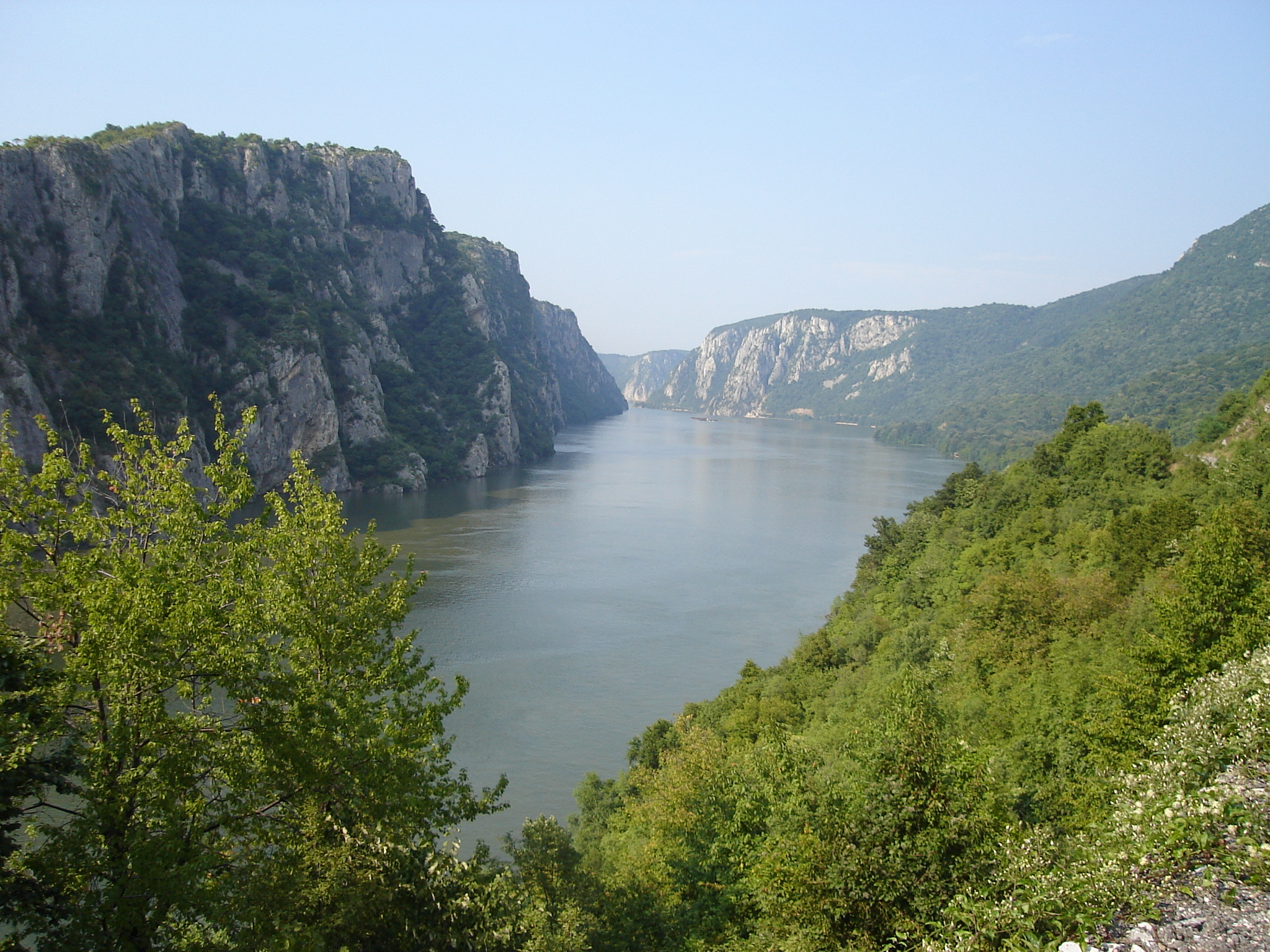
Le défilé des Portes de Fer sur le Danube.

Après la guerre contre les Daces, la légion fut stationnée à Berzobis (Berzovia) d’où elle pouvait surveiller la route au sud du Danube et le col des Portes de Fer . Dans la nouvelle colonie de Sarmizegutuza, dite Colonia Ulpia Triana Augusta Decia , la légion participa de 108 à 117 à la construction de fortifications  militaires et édifices publics. Des unités furent aussi postées hors de leur quartier général afin de protéger les mines d’or (aurariae Dacicae) de la région, par exemple à Ampelum (Zlatna) et Bocşa. Des briques portant l’estampille LEG IIII FF attestent de leur présence,. La légion servit également de force d’occupation lors de l’édification de la forteresse de Micia (aujourd’hui Château Vețel en Roumanie) où un centurion, Quintus Licinius Macrinus, érigea entre 101 et 117 une stèle commémorative.
En 115, la Legio I Adiutrix fut rappelée par Trajan qui l’utilisa dans sa guerre contre les Parthes, exposant ainsi les régions limitrophes de la Dacie aux attaques des Sarmates de 116 à 119, . En 119, l’empereur Hadrien (r. 117-138) renvoya la légion IIII à Singidunum.  Au cours des IIe siècle et IIIe siècle, la Legio II Adiutrix, également stationnée à Singidunum, semble avoir essuyé le plus gros des combats alors que la Legio IIII Flavia Felix servait plutôt de  force de réserve. Des unités de la Flavia Felix construisirent les fortifications d’Aquincum (aujourd’hui Budapest), capitale de la province de Pannonie inférieure où se trouvait le cantonnement habituel de la Legio II Adiutrix.
Sous le règne d’Antonin le Pieux (r. 138-161), la frontière danubienne demeurant relativement calme, il fut possible d’envoyer une unité de la Legio IIII Flavia Felix en Maurétanie combattre les Maures.
La légion prit part à la campagne de Lucius Verus contre les Parthes (162-166) dans l’extrémité orientale de l’Empire,  de même qu’à la campagne de l’empereur Marc Aurèle (r. 161-180) contre les Marcomans (166-180) dans l’espace danubien.
En 175, des rumeurs coururent à Rome laissant entendre que l’empereur avait été assassiné. Avidius Cassius, gouverneur d'une large partie de l'Orient, se hâta alors de se proclamer empereur. Toutefois il fut assassiné peu après et Marc Aurèle jugea prudent de venir sur place se rendre compte de la situation. La guerre reprit en 178 au cours de laquelle les Romains capturèrent et rasèrent Séleucie et Ctésiphon. Les détails ne nous sont pas connus, mais il est certain que la Legio IIII Flavia Felix dut y jouer un rôle important. L’un des officiers de la légion dans les années 180 était Clodius Albinus, le futur empereur.

### Sous la dynastie des Sévères
La mort de l’empereur Publius Helvius Pertinax aux mains de la garde prétorienne en 193 résulta en une guerre civile pendant laquelle s’affrontèrent  le gouverneur de la Pannonie supérieure, Lucius Septimus Severus (Septime Sévère, r. 193-211), Pescennius Niger, le gouverneur de Syrie, et Clodius Albinus gouverneur de Bretagne. La Legio IIII Flavia Felix se rangea immédiatement aux côtés de Septime Sévère qui  réussit à éclipser ses deux rivaux et fit frapper des pièces de monnaie en l’honneur de la légion. Vers l’an 200, des vétérans des Legio IIII Flavia Felix et VII Claudia furent établis à Niš. Des inscriptions retrouvées à Apamée sur l’Oronte  et datant du début du IIIe siècle indiquent qu’une unité au moins de la légion y combattit les Parthes et/ou leurs successeurs, les Sassanides.

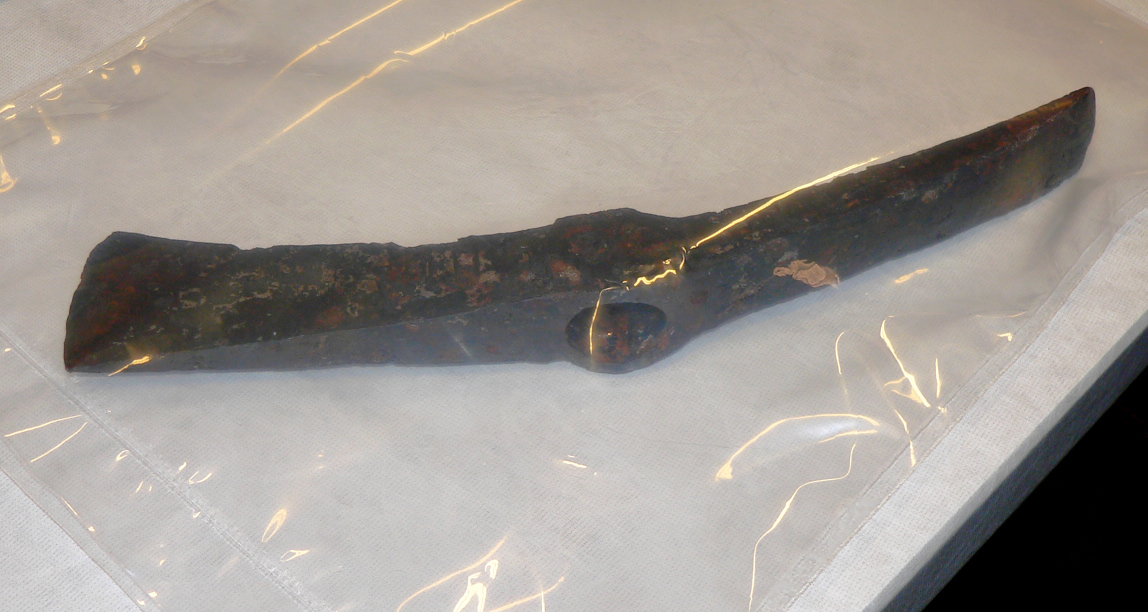
Dolabra découverte près de Harzhorn en Basse-Saxe avec la mention LEG IIII S A.

Au cours du IIIe siècle, il devint usuel de distinguer les légions ayant fait preuve de grande bravoure en leur donnant comme cognomen le nom de la gens (clan) de l’empereur. Ainsi, au début du siècle, la légion prit sous Caracalla (qui avait modifié son nom en celui de Marcus Aurelius Antoninus, afin de se rapprocher de la dynastie des Antonins) les surnoms de Legio IIII Flavia Antoniniana. Puis, sous Sévère Alexandre (r. 222-235), elle prit ceux de Legio IIII Flavia Alexandriana et de Legio IIII Flavia Severiana Alexandriana. Sous Maximin le Thrace, elle porta après 236 celui de Legio IIII Flavia Maximiniana et sous Gordien III (r. 238-244) celui de Legio IIII Flavia Felix Gordiana. Une hache traditionnelle (dolabra) portant l’inscription LEG IIII SA fut retrouvée près du Harzhorn (Basse-Saxe, Allemagne) où se déroula une série de batailles entre Germains et légionnaires et indique qu’au moins une unité de la légion dut être présente pendant ces batailles qui eurent lieu en 235/236.
Philippe l'Arabe (r. 244-249) releva le statut de la cité (polis ) en celui de colonie (Colonia Sergia Neapolis) et y établit des vétérans de la Legio IIII Flavia Felix. On ignore le rôle que joua la légion en 249 dans la guerre qui opposa Philippe et Décius (r. 249-251) mais tant la Legio IIII Flavia que la VII Claudia furent parmi les premières à se ranger du côté de Décius.

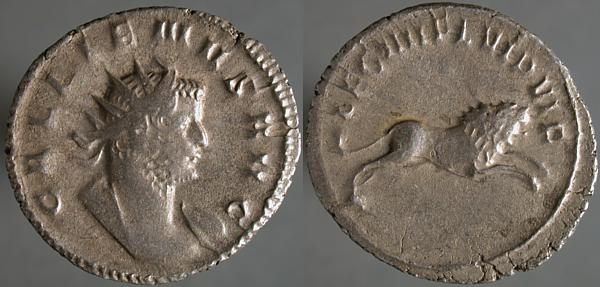
Pièce frappée à Milan sous Gallien portant l’inscription GALLIENUS AVG / LEG IIII FL VI P VI F.

Vers 260, Gallien, probablement à la suite d'une invasion germanique en Italie, fit frapper des pièces de monnaie en l’honneur de la légion. Il lui accorda également le surnom de Galliena et le titre d’honneur de VI Pia VI Fidelis (litt : six fois loyale, six fois fidèle).
À cette époque, la légion devait appartenir à l’armée de campagne (Comitatenses) comme le montre la tombe d’un légionnaire portant l’inscription « primipilaris protector » de la Legio IIII Flavia, car cette fonction n’existait pas dans l’armée des garde-frontières (Limitanei). Une unité de légionnaires semble s’être distinguée dans les Gaules, car Victorin (r. 269-271) fit frapper des pièces avec l’inscription LEG(io) IIII FLAVIA (Felix) P(ia) F(idelis).

### Au cours de l’Antiquité tardive

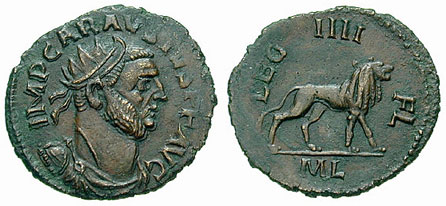
Antoninien à l'effigie de l'usurpateur Carausius (r. 286-293) en Bretagne. Au revers, le lion, symbole de la légion IV Flavia Felix.

La légion existait encore pendant l’Antiquité tardive. Une unité de la Legio IIII Flavia Felix prit probablement part entre 285 et 290 à la campagne de Maximien Hercule (r. 286-305) contre les Bagaudes en révolte dans la Gaule ou à la lutte contre les pirates entreprise sous Carausius alors commandant de la flotte romaine dans la Gaule Belgique . Cette « unité gauloise » se rallia vraisemblablement à Constantin le Grand (proclamé en 306 par les légions de Bretagne – 337) vers 310 .
Le gros de la légion était toujours à Singidunum vers 300 où l’on trouve une inscription dédiée au génie (genius) de la légion.  Avec les toutes nouvelles légions V Iovia et VI Herculia elle protégeait Sirmium (aujourd’hui Sremska Mitrovica en Serbie), capitale économique de la province de Pannonie .
Dioclétien (r. 284-305) put, grâce au renforcement de ses troupes dont un détachement de la Legio IIII Flavia Felix, venir à bout d’une rébellion en Afrique conduite par Lucius Domitius Domitianus contre la réforme fiscale de l’empereur. L’empereur dut faire le siège d’Alexandrie pendant de longs mois avant que la ville ne se rende en 298. Sous le même empereur une unité composée de légionnaires des légions XI Claudia, VII Claudia, IIII Flavia Felix, I Italica et I Illyricorum construisit une route longue de 550 km en Arabie Pétrée (Syrie et Jordanie d’aujourd’hui) reliant les forts de Bostra, Basianis (Qasr al-Azraq), Amata et Dumata (Jawf).
Selon la Notitia Dignitatum, recension rédigée vers 400 , la Quarta Flavia était toujours stationnée au moment de la rédaction à Singidunum, à titre d’armée de frontière (Limitanei) sous les ordres du Dux Moesiae primae (litt : duc de Mésie supérieure). Après quoi, on perd la trace de cette légion.